# Sandmålla
Sandmålla (Atriplex laciniata) är en amarantväxtart som beskrevs av Carl von Linné. Enligt Catalogue of Life ingår Sandmålla i släktet fetmållor och familjen amarantväxter, men enligt Dyntaxa är tillhörigheten istället släktet fetmållor och familjen amarantväxter. Enligt den svenska rödlistan är arten akut hotad i Sverige. Arten förekommer i Götaland samt tillfälligtvis även i Nedre Norrland. Artens livsmiljö är havsstränder, havet. Inga underarter finns listade i Catalogue of Life.